# Limstranden
Limstranden est une localité du comté de Nordland, en Norvège.

## Géographie
Administrativement, Limstranden fait partie de la kommune de Vestvågøy.